# Bid Kaneh
Bid Kaneh (en persan : بیدگنه یا بیدکنه ) est un village de Comté de Malard, Province de Téhéran,  l'Iran.
En 2006, sa population était de 5 640 habitants, soit 1467 familles,.

## Explosion
L'explosion de l'arsenal de Bidganeh a été une grande explosion qui s'est produite vers 13h30, heure locale, le 12 novembre 2011 dans la base de missiles de la garnison Moddares en Iran,. Dix-sept membres des gardes révolutionnaires ont été tués dans cet incident comprenant, le major-général Hassan Tehrani Moghaddam, décrit comme « un personnage clé dans le programme de missiles de l'Iran.